# Chirosia consobrina
Chirosia consobrina este o specie de muște din genul Chirosia, familia Anthomyiidae. A fost descrisă pentru prima dată de Huckett în anul 1929. Conform Catalogue of Life specia Chirosia consobrina nu are subspecii cunoscute.